# Cattedrale di Rio de Janeiro

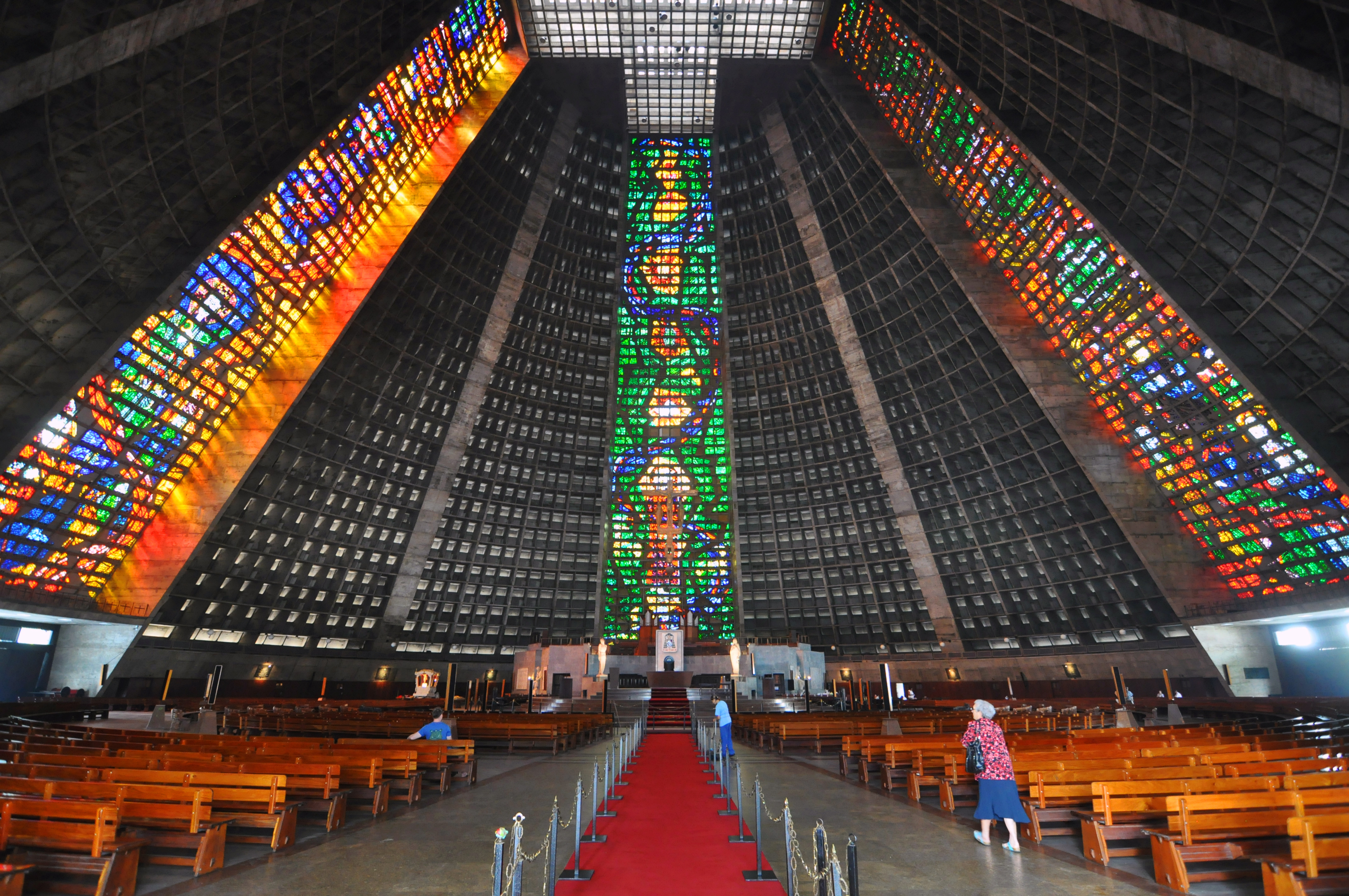
Interno della cattedrale

La cattedrale di San Sebastiano di Rio de Janeiro, popolarmente conosciuta come catedral Metropolitana, è una chiesa costruita nel 1979 nel centro di Rio de Janeiro, in Brasile.
La cattedrale è dedicata a san Sebastiano, ed è la chiesa madre dell'arcidiocesi di Rio de Janeiro. Prima della sua costruzione tale titolo spettava alla chiesa di Nostra Signora del Monte Carmelo, l'antica cappella reale e poi imperiale. 
Ha un particolarissimo formato a tronco di cono di 106 metri di diametro e 96 metri di altezza, e può ospitare fino a 20.000 persone in piedi.